# Nišinošima
Nišinošima (japonsky: 西之島) je malý, neosídlený ostrov vulkanického původu, nacházející se v Tichém oceánu zhruba 850 kilometrů jihovýchodně od Japonska. Vznikl spojením několika menších ostrůvků, vytvořených během sopečných erupcí v roce 1974 a 2013. Na šířku měří zhruba 1 kilometr a spravuje jej Japonsko. Ostrov je centrální vrchol masivního podmořského vulkánu, další vyčnívající relikty se nacházejí v jeho okolí. Stále (2020) pokračující erupce od roku 2013 zvětšují rozlohu ostrova až na současných 2,89 km² a taktéž daly vzniknout sopečnému kuželu, který ční do výšky více než 140 m.

## Etymologie
Ostrov poprvé objevila roku 1702 posádka španělské lodi Rosario a dala mu název Jena. O 202 let později ho nahradilo japonské pojmenování Nishinoshima, což v překladu doslova znamená Západní ostrov. Když se v roce 1973 vytvořil poblíž původního ostrova nový, nazval se Nishinoshima Shintō (v překladu Nový ostrov Nishinoshima). Kvůli erozním účinkům oceánu a pohybu písků se tento ostrov připojil k hlavnímu ostrovu a přestal být považován za samostatný subjekt. 
V raných fázích erupce roku 2013 se jihovýchodně od hlavního ostrova vytvořil opět nový sopečný ostrov. Nezískal však oficiální název, nicméně v japonské zprávě byl označen jako atarashii shima (v překladu Nový ostrov). Japonští vládní úředníci uvedli, že ostrov bude pojmenován až poté, co bude stabilní a bude tím jasné, že erozí nezanikne. V prosinci 2013 se nový ostrov spojil s původním. Tomuto celku byl ponechán název Nišinošima. 

## Morfologie
Před rokem 1973 byl Nišinošima malý, vegetací pokrytý ostrov, u něhož se za posledních 10 000 let neobjevila sopečná erupce. Původně byl dlouhý asi 650 metrů a široký 200 metrů. Jedná se ve skutečnosti o špičku podmořské sopky vysoké 3 000 metrů a široké 30 km. Na severním a západním pobřeží, že mořské svažuje poměrně mírně; hloubka 5 m je dosažena 1 200 m (severně) a 400 m (západně) od břehu.
Hlavní období dávnější vulkanické činnosti bylo datováno od pozdního pleistocénu až po holocén. Sopka má podobu kaldery o průměru 1 km, přičemž původní Nišinošima a některé blízké struktury tvoří její severozápadní okraj. Průzkum z roku 1911 zjistil, že její nejhlubší bod dosahuje hloubky 107 m. U vulkánu se také potvrdila přítomnost podmořských parazitních kuželů na jižním, západním a severovýchodním svahu. Vrchol toho jižního, vzdáleného od ostrova 9 km, spočívá pouhých 196 m pod hladinu moře.  

## Historie

### Erupce 1973–1974

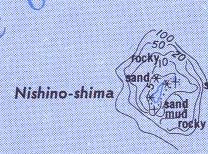
Nišinošima před rokem 1973.

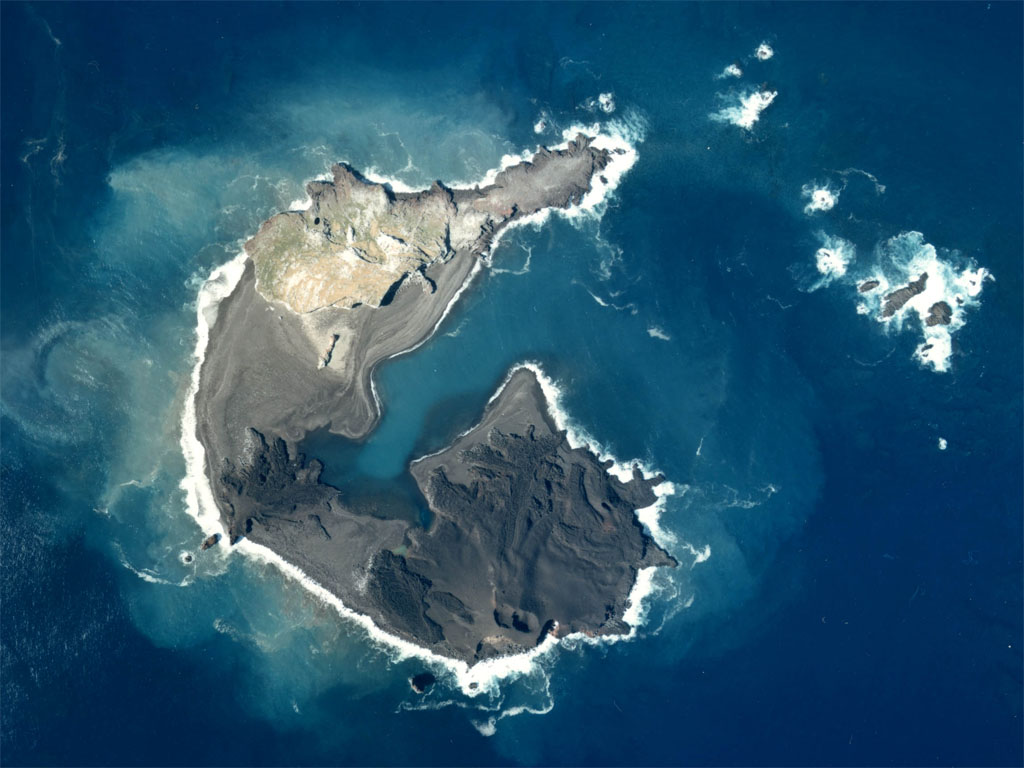
Letecký snímek (1978).

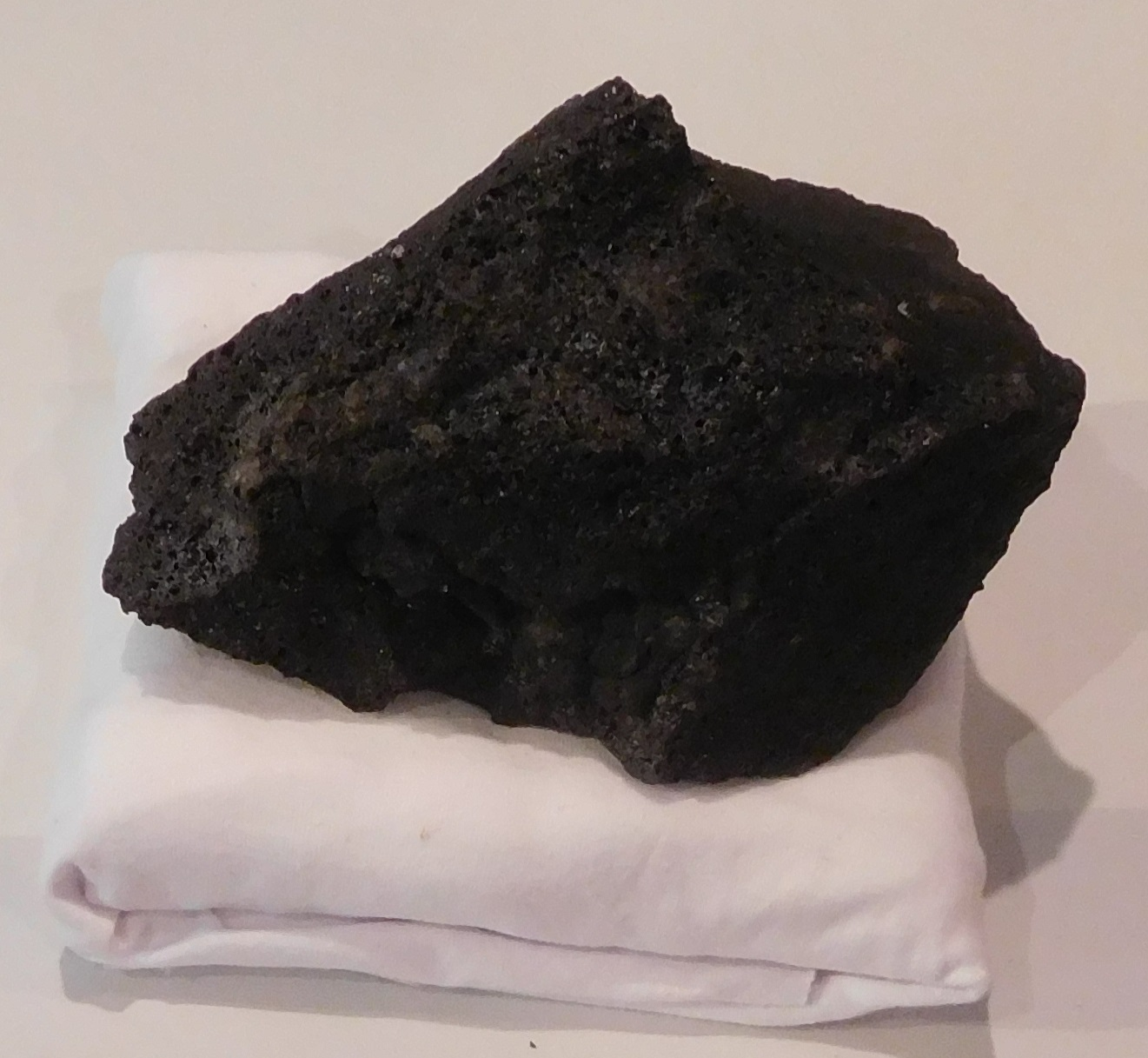
Vzorek vyvřeliny z Nišinošimi.

30. května 1973 zaznamenala posádka nedaleko projíždějící lodi "bílý kouř". Stoupal východně od ostrova do výšky asi 100 m v pravidelných intervalech. Letecká inspekce následujícího dne uvedla, že k erupci došlo 400 m východně od ostrova, přičemž zabarvená voda a plovoucí pemza byla pozorována až 5 kilometrů daleko.
V červenci aktivita pokračovala a k erupcím docházelo každých několik minut. 14. září inspekce poznamenala, že na místě erupce vznikl nový ostrov. Ten tvořil struskový kužel vysoký 40 m a široký 120 m. Sopečný materiál vyvrhoval do výše 300 metrů a oblaka par dosáhla až 1,5 km nad hladinu moře. V listopadu byla na novém ostrově zaznamenána trhlinová erupce, zatímco původní kužel byl zničen erozním účinkem vln.  
O měsíc později byla plocha nového ostrova větší než toho starého. Na délku měřil 700 m a na šířku 250 m. Kužel se nadále s přibývajícím materiálem zvyšoval a atakoval kótu 100 m. V březnu 1974 se opět objevily erupce, nyní i za doprovodu lávových proudů, přičemž se na Nišinošimě nacházelo již 5 struskových kuželů. 

### Erupce 2013–2015
V listopadu 2013 se jihovýchodně od pobřeží Nišinošimi zformoval nový ostrov. Během měsíce se jeho výška zvýšila o 20–25 m a rozloha činila 56 000 m². Kousek pevniny byl odborníky považován za dostatečně velký na to, aby se nad hladinou udržel po dobu nejméně několika let. Do 20. prosince 2013 se však rozrostl natolik rychle, že vulkanologové předpovídali, že se pravděpodobně spojí s Nišinošimou do konce roku a přestane tak být samostatným ostrovem. Dne 26. prosince japonská pobřežní stráž potvrdila, že se oba ostrovy spojily. Výměra novější části ostrova brzy překonala tu původní a sloučený ostrov měl napříč více než 1 km.
Během července a srpna 2014 se lávové proudy zintenzivnily, což způsobilo, že se ostrov na východním pobřeží rychle rozšířil. Poté se začaly objevovat v severní části a zcela překryly původní pevninu vytvořenou v sedmdesátých letech. Na konci roku 2014 japonské úřady uvedly, že rozloha ostrov činila téměř 2,3 km² a nejvyšší bod dosáhl přibližně 110 m nad mořem. Sopečný kužel se nadále zvětšoval až atakoval 135 m nad mořem.
Erupce probíhaly i v roce 2015 a ostrov nadále pokračoval v expanzi. Do srpna však explozivní aktivitu sopky nahradila produkce lávových proudů. Od 16. září 2015 se celková plocha ostrova mírně snížila, ale fumarolická zóna se rozšířila. Později se explozivní aktivita navrátila. 
Díky snížení úrovně sopečné výstrahy (srpen 2016) mohli vědci na ostrov po dlouhé době vstoupit. Zbarvení mořské vody bylo stále patrné, což naznačovalo, že sopka je stále aktivní. Odborníci se kvůli výzkumu na Nišinošimu vrátili ještě v říjnu. Kromě geologického průzkumu, zmapování fauny a flóry byl na ostrov pro budoucí vulkanickou činnost instalováno monitorovací zařízení

### Erupce 2017–2018
V polovině dubna 2017 japonská pobřežní hlídka potvrdila explozivní erupce v jednom z kráterů, včetně lávových proudů. Satelitní snímky také potvrdily silné emitování tepla. Na konci měsíce zaústily do moře dva lávové proudy, jeden na západním pobřeží a druhý na jihozápadním pobřeží. Lávové delty na konci června dosahovaly až 330 metrů od pobřeží a rozloha Nišinošimi se navýšila na 2,89 km². Sopečná aktivit pokračovala i v říjnu. 
Roku 2018 dovolila nízká aktivita vulkánu dvakrát snížit bezpečnostní okruh kolem kráteru ze 2 kilometrů na 500 metrů. Poprvé v červnu a po druhé v poslední říjnový den, přičemž první snížení bylo po pár týdnech, z důvodů obnovení explozivní aktivity, zrušeno.

### Erupce 2019–2020
Konec prosince 2019 znamenal navrácení výbušné činnosti a do moře opět zaústilo několik lávových proudů. Japonská meteorologická agentura vydala pro blízko proplouvající plavidla varování, aby se k sopečnému ostrovu nepřibližovaly.  
V lednu 2020 pozorování odhalilo tekoucí lávu v severovýchodní části ostrova a další aktivita byla pozorovaná též v únoru. Dne 25. června se  explozivně-efuzivní erupce stále pokračovaly, mračno popela vystoupalo až do výše 2,6 km a v severovýchodní části byly zase detekovány lávové proudy. První červencový týden se sopečná činnost výrazně zintenzivnila a oblak popela byl chrlen 8,3 km vysoko.

## Ekologie
Biologové o Nišinošimu projevovali velký zájem již v roce 2013. Především chtěli studovat jak bude nová a zcela holá pevnina kolonizována rostlinami a živočichy. Předpovídalo se, že organická hmota (trus a peří hnízdících ptáků) obohatí povrch ostrova a tím vytvoří podmínky pro růst rostlin. Aby se předešlo nechtěnému zásahu člověku, bylo doporučeno, aby se na Nišinošimu nepřiváděly žádné druhy zvířat. 
V říjnu 2016 se jeden z týmů vědců vylodil na ostrově. Objevil několik druhů rostlin a živočichů. Nakonec se ukázalo, že se jedná o původní druhy, které se na ostrov dostaly před rokem 2013. Původní pevnina nebyla totiž lávovými proudy zcela pohlcena. 
Televizní štáb japonské televize Nippon TV zachytil u pobřeží přítomnost velryb (keporkaci), kulohlavců a delfínů (skákavý a Ehrenbergův). Samotný ostrov využívá ke hnízdění až 12 druhů ptáku: pěnkava jikavec, konipas černohřbetý rybák černohřbetý, rybák chocholatý, faeton červenoocasý, buřňák tristanský, buřňák klínoocasý, terej maskový nebo terej žlutonohý. Dále se zde našly mravenci, pavouci, škvoři, vážky, noční motýli a krabi. Co se týče flóry, přežily zde původní druhy rostlin, jako například: kalužnice indická, šrucha zelná či čtyřboč rozložitá. 